# Larose
Larose es un lugar designado por el censo ubicado en la parroquia de Lafourche en el estado estadounidense de Luisiana. En el Censo de 2010 tenía una población de 7400 habitantes y una densidad poblacional de 255,88 personas por km².

## Geografía
Larose se encuentra ubicado en las coordenadas 29°33′55″N 90°22′34″O / 29.56528, -90.37611. Según la Oficina del Censo de los Estados Unidos, Larose tiene una superficie total de 28.92 km², de la cual 28.14 km² corresponden a tierra firme y (2.7%) 0.78 km² es agua.

## Demografía
Según el censo de 2010, había 7400 personas residiendo en Larose. La densidad de población era de 255,88 hab./km². De los 7400 habitantes, Larose estaba compuesto por el 82.82% blancos, el 5.04% eran afroamericanos, el 3.77% eran amerindios, el 2.12% eran asiáticos, el 0.03% eran isleños del Pacífico, el 4.3% eran de otras razas y el 1.92% pertenecían a dos o más razas. Del total de la población el 7.68% eran hispanos o latinos de cualquier raza.